# Передове (Бахчисарайський район)
Передове́ (до 1945 року — Уркуста́; крим. Urkusta) — село в Україні, у Бахчисарайському районі Автономної Республіки Крим.
Населення становить 668 осіб.
Жителі займаються сільським господарством або їздять на роботу в Севастополь, до якого близько 40 кілометрів.

## Географія
Селом протікає річка Корань-Чокрак.
Село розташоване в північній частині Байдарської долини. Знаходиться на висоті 400 метрів над рівнем моря серед мальовничих гір, ялівцевих і соснових гаїв.
В околицях Передового є багато озер, а також водоспад Коболар (Козирок), що пересихає влітку.
Від села починаються багато туристичних маршрутів. На його околицях розташовані озера Нижнє і Муловське, археологічні пам'ятники — стоянки первісних людей у печерах Фатьма-Коба і Шан-Коба.

## Історія
Перші поселення з'явилися тут ще за часів Стародавнього Риму, про що свідчать археологічні знахідки. Назва Уркуста не має тюркського коріння і, ймовірно, походить ще з античних часів (перекладається як «Ведмежий Брод»). В XVII—XVIII століттях це було невелике кримськотатарське поселення. Стара частина села зберегла первинне планування, а сільські будинки мають колоритний «середньовічний» вид.
До 1945 року називалося Уркуста.
7 вересня 2023 року село перейшло зі складу міста зі спеціальним статусом Севастополь до Бахчисарайського району Автономної Республіки Крим.